# 张店乡 (亳州市)
张店乡，是中华人民共和国安徽省亳州市谯城区下辖的一个乡镇级行政单位。

## 行政区划
张店乡下辖以下地区：
黄楼村、岳楼村、刘营村、后窑村、张阁村、魏庄村、王楼村、泥店村、李吉楼村和后李楼村。